# Bohuslav Šťastný
Bohuslav Šťastný, född 23 april 1949 i Chotěboř, är en före detta tjeckoslovakisk ishockeyspelare.
Han blev olympisk silvermedaljör i ishockey vid vinterspelen 1976 i Innsbruck.